# 활천중학교
활천중학교(活川中學校)는 대한민국 경상남도 김해시 지내동에 위치한 공립 중학교이다.

## 학교 연혁
- 2009년 1월 8일 : 학교 인가
- 2009년 3월 1일 : 활천중학교 개교
- 2009년 3월 3일 : 제1회 입학식
- 2012년 2월 14일 : 제1회 졸업식(졸업생 209명)
- 2022년 3월 1일 : 제8대 하재도 교장 취임
- 2023년 1월 5일 : 제12회 졸업식 108명(누계 2,012명)
- 2023년 3월 2일 : 제15회 입학식(입학생 96명)

## 학교 동문
주승빈

## 참고 자료
- 활천중학교 - 한국교육학술정보원 학교알리미